# Switz City
Switz City és una població dels Estats Units a l'estat d'Indiana. Segons el cens del 2000 tenia 311 habitants.

## Demografia
Segons el cens del 2000, Switz City tenia 311 habitants, 125 habitatges, i 90 famílies. La densitat de població era de 545,8 habitants/km².
Dels 125 habitatges en un 33,6% hi vivien nens de menys de 18 anys, en un 56% hi vivien parelles casades, en un 12,8% dones solteres, i en un 28% no eren unitats familiars. En el 24,8% dels habitatges hi vivien persones soles el 8% de les quals corresponia a persones de 65 anys o més que vivien soles. El nombre mitjà de persones vivint en cada habitatge era de 2,49 i el nombre mitjà de persones que vivien en cada família era de 2,88.
Per edats la població es repartia de la següent manera: un 25,1% tenia menys de 18 anys, un 7,4% entre 18 i 24, un 30,2% entre 25 i 44, un 23,2% de 45 a 60 i un 14,1% 65 anys o més.
L'edat mediana era de 35 anys. Per cada 100 dones de 18 o més anys hi havia 95,8 homes.
La renda mediana per habitatge era de 33.750 $ i la renda mediana per família de 45.000 $. Els homes tenien una renda mediana de 26.354 $ mentre que les dones 21.563 $. La renda per capita de la població era de 13.493 $. Entorn del 12,5% de les famílies i el 10,7% de la població estaven per davall del llindar de pobresa.

## Poblacions més properes
El següent diagrama mostra les poblacions més properes.